# Kościół Ewangelicko-Augsburski w Rybniku
Kościół ewangelicko-augsburski w Rybniku – kościół parafii ewangelicko-augsburskiej w Rybniku. Mieści się przy ulicy Miejskiej, w Rybniku, w województwie śląskim.
Pierwszy kościół powstał w 1791 roku według projektu architekta Franciszka Ilgnera z dawnej sieciarni zamkowej, którą wcześniej wykorzystywano do przechowywania i suszenia sieci rybackich. Po 5 latach kościół uległ spaleniu, a odbudowany służył ewangelikom do 1853 roku, kiedy ponownie świątynię strawił pożar. W tym samym roku został odbudowany i ten murowany kościół służy do dzisiaj. Neoromańska wieża, przy fasadzie frontowej od strony północnej, została dobudowana do budynku kościoła w 1875 r.
Wewnątrz znajduje się jedna kondygnacja empor i skromne, ale oryginalne wyposażenie w stylu późnego baroku. Strop kościoła jest drewniany, okna półkoliste, ołtarz ambonowy, empory wsparte na czworobokowych filarach. W ołtarzu obecnie znajduje się kopia obrazu Bernarda Plockhorsta "Chrystus i syn marnotrawny", wykonana w drugiej połowie XIX wieku.